# Comitato di Somogy
Il comitato di Somogy (in ungherese Somogy vármegye, in latino Comitatus Simigiensis) è stato un antico comitato del Regno d'Ungheria, situato nell'attuale Ungheria sudoccidentale; capoluogo del comitato era la città di Kaposvár.

## Geografia fisica
Il comitato di Somogy confinava con gli altri comitati di Zala, Veszprém, Tolna, Baranya, Verőce, Belovár-Kőrös e Varasdino (gli ultimi tre in Croazia-Slavonia). Il comitato era limitato a sud dalla Drava, che segnava il confine col Regno di Croazia e Slavonia, mentre a nord si spingeva fino alla sponda meridionale del Lago Balaton.

## Storia
Il comitato di Somogy risale al secolo XI ed è quindi uno dei più antichi del Regno d'Ungheria. Dopo la seconda guerra mondiale il distretto di Szigetvár venne ceduto alla contea di Baranya, mentre la regione di Siófok venne ripresa alla contea di Veszprém, alla quale era stata ceduta negli anni 1850.